# Індепенденс (Орегон)
Індепенденс (англ. Independence) — місто (англ. city) в США, в окрузі Полк штату Орегон. Населення — 9828 осіб (2020).

## Географія
Індепенденс розташований за координатами 44°51′28″ пн. ш. 123°11′52″ зх. д. / 44.85778° пн. ш. 123.19778° зх. д. (44.857784, -123.197681).  За даними Бюро перепису населення США в 2010 році місто мало площу 7,31 км², з яких 7,07 км² — суходіл та 0,23 км² — водойми. В 2017 році площа становила 7,70 км², з яких 7,44 км² — суходіл та 0,26 км² — водойми.

## Демографія
Згідно з переписом 2010 року, у місті мешкало 8590 осіб у 2857 домогосподарствах у складі 2021 родини. Густота населення становила 1175 осіб/км².  Було 3168 помешкань (433/км²).
Расовий склад населення:
| - 73,3 % — білих - 1,8 % — корінних американців - 1,2 % — азіатів - 0,4 % — чорних або афроамериканців - 0,2 % — вихідців з тихоокеанських островів - 19,1 % — осіб інших рас |

До двох чи більше рас належало 4,1 %. Частка іспаномовних становила 35,3 % від усіх жителів.
За віковим діапазоном населення розподілялося таким чином: 30,5 % — особи молодші 18 років, 60,8 % — особи у віці 18—64 років, 8,7 % — особи у віці 65 років та старші. Медіана віку мешканця становила 28,3 року. На 100 осіб жіночої статі у місті припадало 101,5 чоловіків;  на 100 жінок у віці від 18 років та старших — 98,0 чоловіків також старших 18 років.
Середній дохід на одне домашнє господарство  становив 48 215 доларів США (медіана — 44 454), а середній дохід на одну сім'ю — 53 960 доларів (медіана — 50 461). Медіана доходів становила 31 028 доларів для чоловіків та 30 909 доларів для жінок. За межею бідності перебувало 24,8 % осіб, у тому числі 26,5 % дітей у віці до 18 років та 10,8 % осіб у віці 65 років та старших.
Цивільне працевлаштоване населення становило 3697 осіб. Основні галузі зайнятості: освіта, охорона здоров'я та соціальна допомога — 36,7 %, роздрібна торгівля — 11,7 %, виробництво — 10,4 %.